# Echus Palus
L'Echus Palus è una struttura geologica della superficie di Marte.